# Рита Меј Браун
Рита Меј Браун (енгл. Rita Mae Brown; Хановер, Пенсилванија, 28. новембар 1944) је америчка књижевница. Најпознатија је по свом првом роману Rubyfruit Jungle, који је објављен 1973. године и који се на експлицитан начин бавио лезбијским темама, што је било неуобичајено за то време. Браун је такође писац мистерија и сценаристкиња.